# Karl-Heinz Körbel
Karl-Heinz Körbel (* 1. prosince 1954, Dossenheim) je bývalý německý fotbalista, obránce. Po skončení aktivní kariéry působil jako trenér.

## Fotbalová kariéra
V německé bundeslize hrál za Eintracht Frankfurt. Nastoupil v 602 bundesligových utkáních, ve kterých vstřelil 45 gólů. V roce 1981 vyhrál s Eintrachtem Frankfurt DFB-Pokal. V Poháru vítězů pohárů ve 23 utkáních dal 3 góly a v Poháru UEFA nastoupil ve 25 utkáních. V roce 1980 Pohár UEFA s Eintrachtem Frankfurt vyhrál. Za západoněmeckou fotbalovou reprezentace nastoupil v letech 1974–1975 v 6 utkáních.

## Ligová bilance
| Ročník                                 | Zápasy | Góly | Klub                |
| -------------------------------------- | ------ | ---- | ------------------- |
| Německá fotbalová Bundesliga 1972/1973 | 18     | 0    | Eintracht Frankfurt |
| Německá fotbalová Bundesliga 1973/1974 | 34     | 2    | Eintracht Frankfurt |
| Německá fotbalová Bundesliga 1974/1975 | 32     | 10   | Eintracht Frankfurt |
| Německá fotbalová Bundesliga 1975/1976 | 34     | 2    | Eintracht Frankfurt |
| Německá fotbalová Bundesliga 1976/1977 | 32     | 1    | Eintracht Frankfurt |
| Německá fotbalová Bundesliga 1977/1978 | 29     | 0    | Eintracht Frankfurt |
| Německá fotbalová Bundesliga 1978/1979 | 33     | 0    | Eintracht Frankfurt |
| Německá fotbalová Bundesliga 1979/1980 | 32     | 4    | Eintracht Frankfurt |
| Německá fotbalová Bundesliga 1980/1981 | 30     | 0    | Eintracht Frankfurt |
| Německá fotbalová Bundesliga 1981/1982 | 34     | 5    | Eintracht Frankfurt |
| Německá fotbalová Bundesliga 1982/1983 | 33     | 6    | Eintracht Frankfurt |
| Německá fotbalová Bundesliga 1983/1984 | 30     | 5    | Eintracht Frankfurt |
| Německá fotbalová Bundesliga 1984/1985 | 32     | 1    | Eintracht Frankfurt |
| Německá fotbalová Bundesliga 1985/1986 | 33     | 2    | Eintracht Frankfurt |
| Německá fotbalová Bundesliga 1986/1987 | 33     | 1    | Eintracht Frankfurt |
| Německá fotbalová Bundesliga 1987/1988 | 33     | 2    | Eintracht Frankfurt |
| Německá fotbalová Bundesliga 1988/1989 | 33     | 3    | Eintracht Frankfurt |
| Německá fotbalová Bundesliga 1989/1990 | 34     | 1    | Eintracht Frankfurt |
| Německá fotbalová Bundesliga 1990/1991 | 33     | 0    | Eintracht Frankfurt |
| CELKEM Německá fotbalová Bundesliga    | 602    | 45   |                     |